# 武汉轨道交通9号线
武汉轨道交通9号线（又称武汉地铁9号线，英语：Wuhan Metro Line 9）是武汉地铁的一条规划线路，由两条走向的线路组成。一条起点红钢城，经沿港路，工业四路，东湖风景区落雁景区，另一条起点余家头，经友谊大道，团结大道，铁机路，然后两条线在武汉植物园交汇，再经汤逊湖和庙山，终到五里界。
2014年3月，《武汉市第三轮轨道交通建设规划》通过市政府常务会，并上报国家发改委，9号线从规划中消失。武汉交通发展战略研究院相关负责人介绍，专家此次将9号线拿出有多方面原因。一是从总体规模而言，原先上报的16条线路规模太大，同时期开建投融资更难、对城市影响较大，所以要选一些线路暂缓。另一方面，9号线一端在植物园，属于东湖风景区，对用地、环境要求很高，而且另一端在汤逊湖，两边建车场都有难度。同时，9号线仅从植物园到汤逊湖，线路很短，给将来运营造成困难。综合考虑之下，专家组决定暂缓9号线的建设。武汉交通发展战略研究院相关负责人介绍，目前最终方案还没有最终定论，还需会同建设部审批，最后报国务院。但是按以往经验来说，这些被删线路重回规划的可能性不大。
2019年2月28日起，民族大道光谷广场至龙安集团段全线封闭施工，机动车禁止通行，施工一直持续到2019年8月31日。据现场施工管理人员介绍，此次封闭包含两个工程项目，一是开挖地铁9号线地铁站，为后期9号线全面开建预备，二是开挖光谷广场交通综合枢纽公路隧道。此次开挖的9号线地铁站是为后期全面开工建设预留，这并不代表9号线现在正式开工。
另据长江网武汉城市留言板上武汉市国土规划局的回复显示，武汉市新一轮轨道交通线网规划已于2019年1月5日获武汉市人民政府批复。

## 車站

### 車站列表
| 武汉轨道交通9号线车站列表 |                      |           |         |        |                    |          |          |
| 中文站名                  | 英文站名             | 站间距/km | 里程/km | 所在地 | 换乘线路           | 车站形式 | 启用日期 |
| 一期工程                  |                      |           |         |        |                    |          |          |
| 地质大学                  |                      |           |         | 洪山區 |                    | 地下     |          |
| 光谷广场                  | Optics Valley Square |           |         | 洪山區 | █ 2号线、 █ 11号线 | 地下     |          |
| 雄楚大道                  |                      |           |         | 洪山區 |                    | 地下     |          |
| 中南民族大学              |                      |           |         | 洪山區 |                    | 地下     |          |
| 南湖大道                  |                      |           |         | 洪山區 | █ 13号线           | 地下     |          |
| 龙城路                    |                      |           |         | 江夏區 |                    | 地下     |          |
| 华师园路                  |                      |           |         | 江夏區 |                    | 地下     |          |
| 汤逊湖                    |                      |           |         | 江夏區 |                    | 地下     |          |
| 庙山                      |                      |           |         | 江夏區 |                    | 地下     |          |
| 庙山一路                  |                      |           |         | 江夏區 |                    | 地下     |          |
| 邬树街                    |                      |           |         | 江夏區 |                    | 地下     |          |
| 幸福三路                  |                      |           |         | 江夏區 |                    | 高架     |          |
| 五里界                    |                      |           |         | 江夏區 |                    | 高架     |          |